# 宪法监护委员会
宪法监护委员会是伊朗由6名乌理玛（伊斯兰教神学者或神职人员）和6名律师组成的集行政、立法、司法职责于一身的特殊机构，掌握驳回伊斯兰议会法案、审查选举候选人和解释宪法这三大关键权力，在伊朗国内有着相当大的影响力。

## 立法监督权
根据伊朗宪法规定，12名宪法监护委员会成员并非民选，其中代表宪法的律师由伊斯兰议会任命，代表伊斯兰教的乌理玛则由伊朗最高领袖直接任命。每当民选的伊斯兰议会有通过任何法案，监护委员会都可以以违背伊朗宪法或伊斯兰教义的理由将其驳回，议会则必须就此作出修改并重新提交。如果一项法案被多次驳回，议会和监护委员会之间无法达成一致，国家利益委员会就会介入调解，其作出的最终决定则不可被驳斥——不出意外，同为最高领袖任命的国家利益委员会绝大多数情况下都会袒护监护委员会而不是民选的伊斯兰议会。

## 选举监督权
宪法监护委员会的另一重要职责就是对全国所有的选举候选人进行政教审查。在伊朗，任何人若想竞选成为总统或进入伊斯兰议会和专家会议，就都需要得到监护委员会的批准。委员会有权禁止任何“不合适”的候选人参选，甚至可以阻止现任总统竞选连任。在2009年伊朗总统大选中，共有476人向监护委员会申请成为候选人，最终只有4人被批准参选，这无疑是对伊朗民主体制的又一大限制。

## 宪法解释权
宪法监护委员会另外还拥有对伊朗宪法的解释权，任何司法判决需得到委员会内四分之三多数票赞成。这一职责较相似于其它国家的宪法法院，但与法院不同，委员会不接受当庭审讯。